# Katrin Rutschow-Stomporowski
Katrin Rutschow-Stomporowski (Waren, 2 aprile 1975) è una canottiera tedesca, vincitrice di due ori olimpici (uno nel 4 di coppia ad Atlanta e uno nel singolo ad Atene) e di un bronzo (nel singolo a Sydney).
Katin ha iniziato a praticare canottaggio nel 1989 con l'SC Berlino. In questo periodo ebbe come allenatore Peter Kotoll, che esercitò una grande influenza sulla sua tecnica. Nel 1997 si trasferisce al club Wannsee e trova due nuovi allenatori Dieter Öhm e Jutta Lau.

## Vita privata
Il 20 dicembre 1999 ha sposato il collega Bernhard Stomporowski ed ha avuto due figli: Kiro Gerome e Caspar Vincent. Nel 2001 ha completato i suoi studi presso l'Università di Berlino. Dal 2005 al 2007 è stata allenatrice delle squadre junio e senior del Seeclub Zurigo, dal novembre 2007 abita a Potsdam ed è assistente della sua ex allenatrice Jutta Lau.